# Jim McInally
James Edward McInally (Glasgow, 1964. február 19. –) skót válogatott labdarúgó. 

## Pályafutása

### Klubcsapatban
1982-ben a Celticben mutatkozott be felnőttszinten és pályára lépett a ligakupában. 1983-ban a Dundee szerződtette, ahol egy évet töltött. 1984 és 1986 között a Nottingham Forestben játszott. 1986-ban rövid ideig a Coventry City labdarúgója volt. 1986 és 1995 között a Dundee United játékosaként 284 mérkőzésen lépett pályára és 12 gólt szerzett. 1995 és 1996 között az Raith Roverst erősítette, majd az 1996–97-es szezonban visszatért a Dundee Unitedhez. 1997 és 1999 között a városi rivális Dundee FC csapatában játszott. 1999-ben az ír Sligo Rovers színeiben fejezte be a pályafutását. 

### A válogatottban
1987 és 1993 között 10 alkalommal szerepelt a skót válogatottban. Tagja volt az 1992-es Európa-bajnokságon szereplő válogatott keretének. 

## Sikerei, díjai
Celtic
- Skót ligakupagyőztes (1): 1982–83

Dundee United
- UEFA-kupa döntős (1): 1986–87
- Skót kupagyőztes (1): 1993–94